# Amstel Gold Race 2018
53. ročník jednodenního cyklistického závodu Amstel Gold Race se konal 15. dubna 2018 v Nizozemsku. Závod dlouhý 263 km vyhrál Dán Michael Valgren z týmu Astana. Na druhém a třetím místě se umístili Čech Roman Kreuziger (Mitchelton–Scott) a Enrico Gasparotto (Bahrain–Merida).

## Týmy
Závodu se zúčastnilo celkem 25 týmů, včetně 18 UCI WorldTeamů a 7 UCI Professional Continental týmů. Každý tým přijel se sedmi jezdci, na start se tedy celkem postavilo 175 jezdců. Do cíle v Berg en Terblijtu dojelo 97 jezdců.
UCI WorldTeamy
- AG2R La Mondiale
- Astana
- Bahrain–Merida
- BMC Racing Team
- Bora–Hansgrohe
- EF Education First–Drapac p/b Cannondale
- Groupama–FDJ
- LottoNL–Jumbo
- Lotto–Soudal
- Mitchelton–Scott
- Movistar Team
- Quick-Step Floors
- Team Dimension Data
- Team Katusha–Alpecin
- Team Sky
- Team Sunweb
- Trek–Segafredo
- UAE Team Emirates

UCI Professional Continental týmy
- Aqua Blue Sport
- Israel Cycling Academy
- Nippo–Vini Fantini–Europa Ovini
- Roompot–Nederlandse Loterij
- Sport Vlaanderen–Baloise
- Vital Concept
- Wanty–Groupe Gobert

## Výsledky
| Pořadí | Jezdec                   | Tým                                      | Čas        |
| ------ | ------------------------ | ---------------------------------------- | ---------- |
| 1      | Michael Valgren (DEN)    | Astana                                   | 6h 40' 07" |
| 2      | Roman Kreuziger (CZE)    | Mitchelton–Scott                         | + 0"       |
| 3      | Enrico Gasparotto (ITA)  | Bahrain–Merida                           | + 2"       |
| 4      | Peter Sagan (SVK)        | Bora–Hansgrohe                           | + 19"      |
| 5      | Alejandro Valverde (ESP) | Movistar Team                            | + 19"      |
| 6      | Tim Wellens (BEL)        | Lotto–Soudal                             | + 19"      |
| 7      | Julian Alaphilippe (FRA) | Quick-Step Floors                        | + 19"      |
| 8      | Jakob Fuglsang (DEN)     | Astana                                   | + 23"      |
| 9      | Lawson Craddock (USA)    | EF Education First–Drapac p/b Cannondale | + 30"      |
| 10     | Jelle Vanendert (BEL)    | Lotto–Soudal                             | + 36"      |